# Gábor Darvas

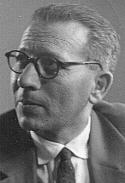
Gábor Darvas (1958)

Gábor Darvas [ˈgaːbor ˈdɒrvɒʃ] (bis 1952 Gábor Steinberger, * 18. Januar 1911 in Szatmárnémeti, Königreich Ungarn; † 18. Februar 1985 in Budapest) war ein ungarischer Komponist und Musikwissenschaftler.

## Leben
Gábor Darvas wurde 1911 in Szatmárnémeti, heute Satu Mare (Rumänien), geboren. Er zog 1918 mit seiner Familie nach Budapest um und besuchte dort das Gymnasium und die Musikhochschule. Vom neunten Lebensjahr an lernte er Klavier, zwischen 1926 und 1932 studierte er an der Budapester Franz-Liszt-Musikakademie zuerst Fagott, später Komposition als Schüler von Zoltán Kodály.
In den dreißiger Jahren führte man seine Orchesterkompositionen in Konzerten und im Ungarischen Rundfunk auf. 1939 verließ er Ungarn und lebte während des Zweiten Weltkrieges in Chile, wo sein Sohn János S. Darvas geboren wurde. Er war eine Zeit lang enger Mitarbeiter von Erich Kleiber. Später schrieb er Artikel für Musikzeitschriften.
1948 kehrte er nach Ungarn zurück und wirkte bis 1972 als musikalischer Fachberater in verschiedenen Kulturinstitutionen, darunter dem ungarischen Rundfunk und der Schallplattenfirma Hungaroton.
Mit seiner kompositorischen Tätigkeit begann er 1951 von neuem. Außerdem beschäftigte er sich mit der Erschließung und Veröffentlichung, Bearbeitung und Instrumentation von musikalischen Schätzen der europäischen Musikgeschichte sowie mit dem Verfassen zahlreicher Fachbücher.

## Kompositionen
- Improvisations symphoniques (1963) für Klavier und Orchester
- Sectio aurea (Aranymetszés) (1964) für Orchester
- Medália (Medaille)(Text von Attila József) (1965) für Sopran, Tasteninstrumente, Schlagzeug und zwei Lautsprecher
- Rotation for 5 (1967) für Vibraphon, Marimbaphon, Gitarre, Cimbalom, Klavier
- A torony (Der Turm) (1967) für Singstimmen und Instrumente
- Magánzárka (Einzelhaft) (1970) für Schlagzeug und Tonband
- Preludium (1970) für Tonband
- Passiózene (Passionsmusik) (1974–78)
- Bánat (Trübsal) (1978) für Bariton, Orchester und Tonband
- Reminiszcenciák (Reminiszenzen) (1979) für Tonband
- Poèmes électroniques (1982–83) für Tonband

- Fantázia (Fantasie) (1983) für Klavier und Kammerensemble
- Etudes symphoniques (1984) für Orchester

## Schallplatte
- 1982 Gábor Darvas: Prelude - Medal - Solitary Confinement - Grief - Reminiscences – Hungaroton Classics SLPX 12365

## Bücher
- A szimfonikus zenekar (Zeneműkiadó Vállalat Budapest, 1958)
- A zenekari muzsika műhelytitkai (Zeneműkiadó Vállalat Budapest, 1960)
- Évezredek hangszerei (Zeneműkiadó Vállalat Budapest, 1961)
- Zenei ABC (Zeneműkiadó Vállalat Budapest, 1963)
- Bevezető a zene világába (1-5) (Zeneműkiadó Budapest, 1965)
- A zene anatómiája (Zeneműkiadó Budapest, 1974, 1975, 1985)
- Zenei minilexikon (Zeneműkiadó Budapest, 1974)
- A totem-zenétől a hegedűversenyig (Zeneműkiadó Budapest, 1977)
- Zenei zseblexikon (Zeneműkiadó Budapest, 1978, 1982, 1987)
- Zene Bachtól napjainkig (Zeneműkiadó Budapest, 1981)